# Gli indovinelli di Raganella
Gli indovinelli di Raganella - a volte chiamato Gli indovinelli di Ranocchietta - (Les Devinettes de Reinette) è un cartone animato francese del 2005 realizzato con il pongo e con la tecnica del passo uno.
In ogni puntata (della durata di pochi minuti) la Raganella del titolo dà indizi sulle caratteristiche di un animale (occhi, zampe, corna ecc.) che vengono tradotti in immagini di pongo: il risultato finale è abbastanza improbabile, per fortuna interviene la protagonista che rivela la vera natura dell'animale. Il cartone termina infine con una breve e simpatica canzone sull'animale protagonista della puntata.

Nella versione originale la voce di Raganella è di Eloise Dandoy, mentre in quella italiana è di Virginia Brunetti.
Nel 2021 la serie ha ricevuto un nuovo doppiaggio italiano, che cambia il titolo della serie ne Il ranocchio Riby. In questo doppiaggio, distribuito su YouTube attraverso il canale "La casa dei piccoli", la protagonista è diventata un maschio chiamato Riby, doppiato da Giuliano Santi.

## Episodi
1. La vache (La Mucca)
2. Le dromadaire (Il Dromedario)
3. Le zèbre (La Zebra)
4. Le papillon (La Farfalla)
5. Le koala (Il Koala)
6. Le tigre (La Tigre)
7. Le chouette (La Civetta)
8. L'ours (L'Orso)
9. La brebis (La Pecora)
10. L'éléphant (L'Elefante)
11. L'âne (L'Asino)
12. Le chimpanzé (Lo Scimpanzé)
13. L'escargot (La Lumaca)
14. Le manchot (Il Pinguino)
15. L'araignée (Il Ragno)
16. Le requin (Lo Squalo)
17. Le panda (Il Panda)
18. Le raton-laveur (L'Orsetto Lavatore)
19. Le cheval (Il Cavallo)
20. La chauve-souris (Il Pipistrello)
21. Le lapin (Il Coniglio)
22. Le crabe (Il Granchio)
23. Le pou (Il Pidocchio)
24. Le renard (La Volpe)
25. La girafe (La Giraffa)
26. Le caméléon (Il Camaleonte)
27. L'hippopotame (L'Ippopotamo)
28. Le kangourou (Il Canguro)
29. Le lion (Il Leone)
30. Le sanglier (Il Cinghiale)
31. L'écureuil (Lo Scoiattolo)
32. La taupe (La Talpa)
33. Le castor (Il Castoro)
34. Le crocodile (Il Coccodrillo)
35. La baleine (La Balena)
36. Le loup (Il Lupo)
37. La souris (Il Topo)
38. La cigogne (La Cicogna)
39. Le dauphin (Il Delfino)
40. L'abeille (L'Ape)
41. Le lémurien (Il Lemure)
42. L'hippocampe (Il Cavalluccio Marino)
43. La poule (La Gallina)
44. Le chien (Il Cane)
45. L'autruche (Lo Struzzo)
46. Le phoque (La Foca)
47. Le serpent (Il Serpente)
48. Le cerf (Il Cervo)
49. Le moustique (La Zanzara)
50. La tortue (La Tartaruga)
51. La chèvre (La Capra)
52. Le grenouille (La Rana)